# 克里斯蒂安·奧古斯特 (什勒斯維希-霍爾斯坦-森訥堡-奧古斯滕堡)
克里斯蒂安·奧古斯特（丹麥語：Christian August af Slesvig-Holsten-Sønderborg-Augustenborg，1768年7月9日—1810年5月28日），1809年至1810年擔任挪威總督，於1810年被選為瑞典王儲。

## 生平
克里斯蒂安·奧古斯特屬於什勒斯維希-霍爾斯坦-森訥堡-奧古斯滕堡家族，是奧古斯滕堡公爵腓特烈·克里斯蒂安一世的第三子。1809年瑞典國王古斯塔夫四世·阿道夫被廢黜，其叔卡爾十三世繼承王位。由於卡爾十三世沒有子女，少將格奧爾格·阿德勒斯佩雷奉國王之令尋找一位適合人選作為卡爾十三世的養子兼繼承人。阿德勒斯佩雷成功說服時任挪威總督克里斯蒂安·奧古斯特，後者於1810年1月離開挪威前往瑞典。作為瑞典王儲，克里斯蒂安·奧古斯特將名字改為卡爾·奧古斯特（Karl August）。然而，卡爾·奧古斯特於同年5月在奧斯托普的一次軍事演習中，因中風從馬背上跌下死亡。瑞典議會隨後將法國軍官约翰·贝尔納多特選為新任王儲，即日後的卡爾十四世。

## 外部連結

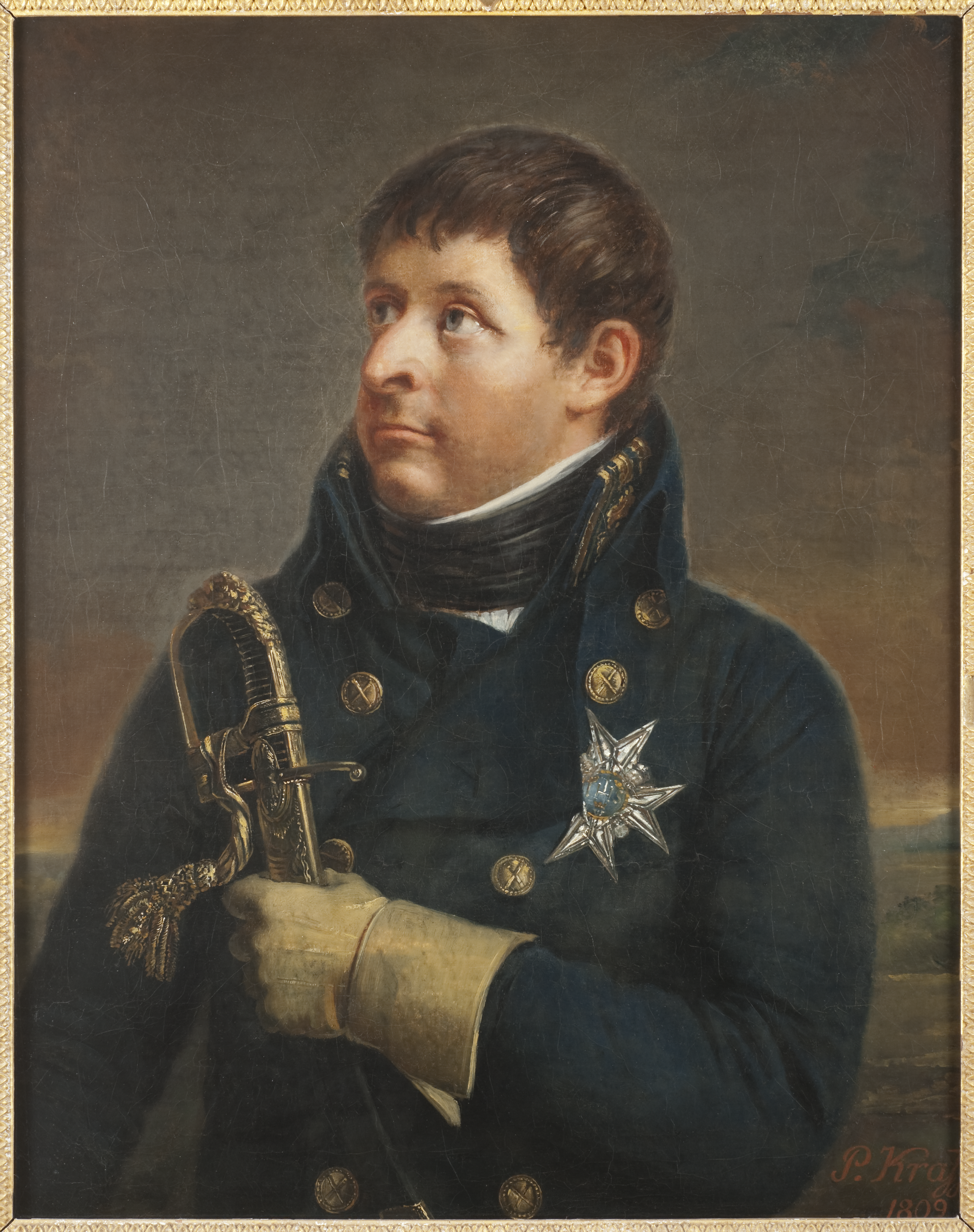
克里斯蒂安·奧古斯特

- Prinds Christian Augusts Minde （页面存档备份，存于）